# Créquy
Pour les articles homonymes, voir Créquy (homonymie).
Créquy est une commune française située dans le département du Pas-de-Calais en région Hauts-de-France. Ses habitants sont appelés les Créquinois.
La commune fait partie de la communauté de communes du Haut Pays du Montreuillois qui regroupe 49 communes et compte 15 703 habitants en 2021.

## Géographie

### Localisation
Localisée dans le centre du département du Pas-de-Calais, Créquy est une commune située, à vol d'oiseau, à 6 km au sud-ouest de la commune de Fruges et à 19 km au nord-est de la commune de Montreuil-sur-Mer (chef-lieu d'arrondissement).
Le territoire de la commune est limitrophe de ceux de douze communes.
Les communes limitrophes sont Verchocq, Torcy, Planques, Royon, Rimboval, Ruisseauville, Sains-lès-Fressin, Coupelle-Neuve, Coupelle-Vieille, Embry, Fruges et Herly.

### Géologie et relief
La superficie de la commune est de 20,4 km2 ; son altitude varie de 75  à   190 m.

### Hydrographie
Le territoire de la commune est situé dans le bassin Artois-Picardie.
C'est dans la commune que deux cours d'eau prennent leur source :
- la Créquoise, d'une longueur de 14,78 km, qui conflue dans la Canche au nord de Beaurainville, près du lieu-dit la Bleuence[4] ;
- le Surgeon, d'une longueur de 2,19 km, qui conflue dans la Créquoise au niveau de la commune de Royon[5].

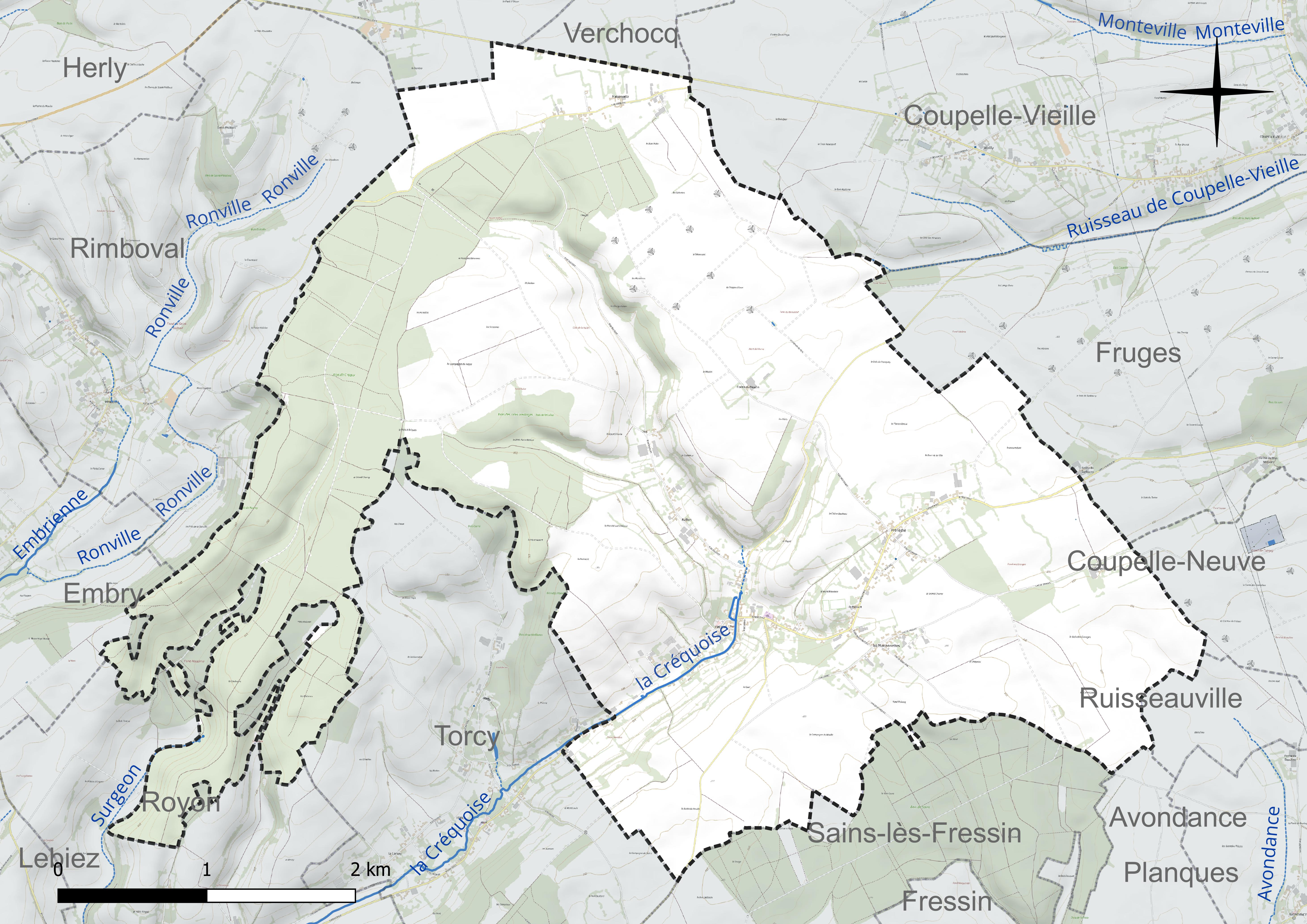
Réseau hydrographique de Créquy.

### Climat
Pour des articles plus généraux, voir Climat des Hauts-de-France et Climat du Pas-de-Calais.
En 2010, le climat de la commune est de type climat océanique franc, selon une étude du CNRS s'appuyant sur une série de données couvrant la période 1971-2000. En 2020, Météo-France publie une typologie des climats de la France métropolitaine dans laquelle la commune est exposée à un climat océanique et est dans la région climatique Côtes de la Manche orientale, caractérisée par un faible ensoleillement (1 550 h/an) ; forte humidité de l’air (plus de 20 h/jour avec humidité relative > 80 % en hiver), vents forts fréquents.
Pour la période 1971-2000, la température annuelle moyenne est de 10 °C, avec une amplitude thermique annuelle de 13,4 °C. Le cumul annuel moyen de précipitations est de 934 mm, avec 13,5 jours de précipitations en janvier et 8,9 jours en juillet. Pour la période 1991-2020, la température moyenne annuelle observée sur la station météorologique la plus proche, située sur la commune de Radinghem à 8 km à vol d'oiseau, est de 10,5 °C et le cumul annuel moyen de précipitations est de 1 038,1 mm,. Pour l'avenir, les paramètres climatiques de la commune estimés pour 2050 selon différents scénarios d'émission de gaz à effet de serre sont consultables sur un site dédié publié par Météo-France en novembre 2022.

### Paysages
Pour un article plus général, voir Paysage en France.
La commune est située dans le « paysage montreuillois » tel que défini dans l’atlas des paysages de la région Nord-Pas-de-Calais, conçu par la direction régionale de l'Environnement, de l'Aménagement et du Logement (DREAL),. Ce paysage, qui concerne 98 communes, se délimite : à l’Ouest par des falaises qui, avec le recul de la mer, ont donné naissance aux bas-champs ourlées de dunes ; au Nord par la boutonnière du Boulonnais ; au sud par le vaste plateau formé par la vallée de l’Authie, et à l’Est par les paysages du Ternois et de Haut-Artois. Ce paysage régional, avec, dans son axe central, la vallée de la Canche et ses nombreux affluents comme la Course, la Créquoise, la Planquette…, offre une alternance de vallées et de plateaux, appelée « ondulations montreuilloises ». Dans ce paysage, et plus particulièrement sur les plateaux, on cultive la betterave sucrière, le blé et le maïs, et les plateaux entre la Ternoise et la Créquoise sont couverts de vastes massifs forestiers comme la forêt d'Hesdin, les bois de Fressin, Sains-lès-Fressin, Créquy…...

### Milieux naturels et biodiversité

#### Zones naturelles d'intérêt écologique, faunistique et floristique
L’inventaire des zones naturelles d'intérêt écologique, faunistique et floristique (ZNIEFF) a pour objectif de réaliser une couverture des zones les plus intéressantes sur le plan écologique, essentiellement dans la perspective d’améliorer la connaissance du patrimoine naturel national et de fournir aux différents décideurs un outil d’aide à la prise en compte de l’environnement dans l’aménagement du territoire.
Le territoire communal comprend deux ZNIEFF de type 1 :
- le bois de Créquy. D’une superficie de 2 017 ha et d'une altitude variant de 54  à   182 m, c'est un des plus vastes massifs boisés des hautes terres artésiennes[14] ;
- le bois de Sains. D’une superficie de 434 ha et d'une altitude variant de 81  à   154 m, cette ZNIEFF a une géomorphologie typiquement artésienne avec un plateau qui domine quelques creuses[15].

et une ZNIEFF de type 2 :
les vallées de la Créquoise et de la Planquette, d’une superficie de 15 157 ha et d'une altitude variant de 13  à   181 m. Ces deux vallées se situent aux confins de deux régions naturelles : le Haut Pays d’Artois et le Ternois et constituent un des paysages ruraux traditionnels du Nord-Pas-de-Calais les mieux conservés.

Carte des ZNIEFF de type 1 et 2 sur la commune
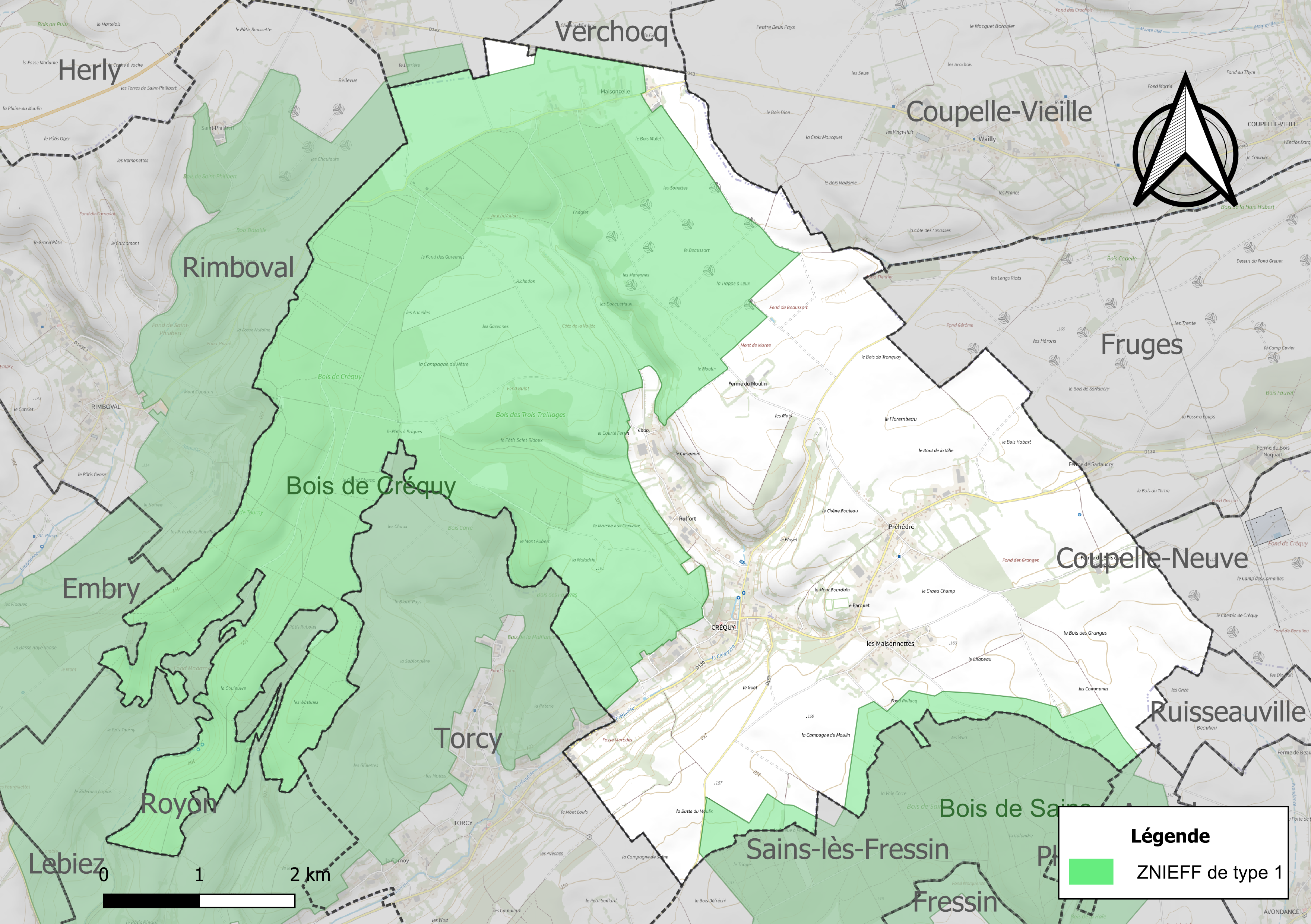
Carte des ZNIEFF de type 1 sur la commune.
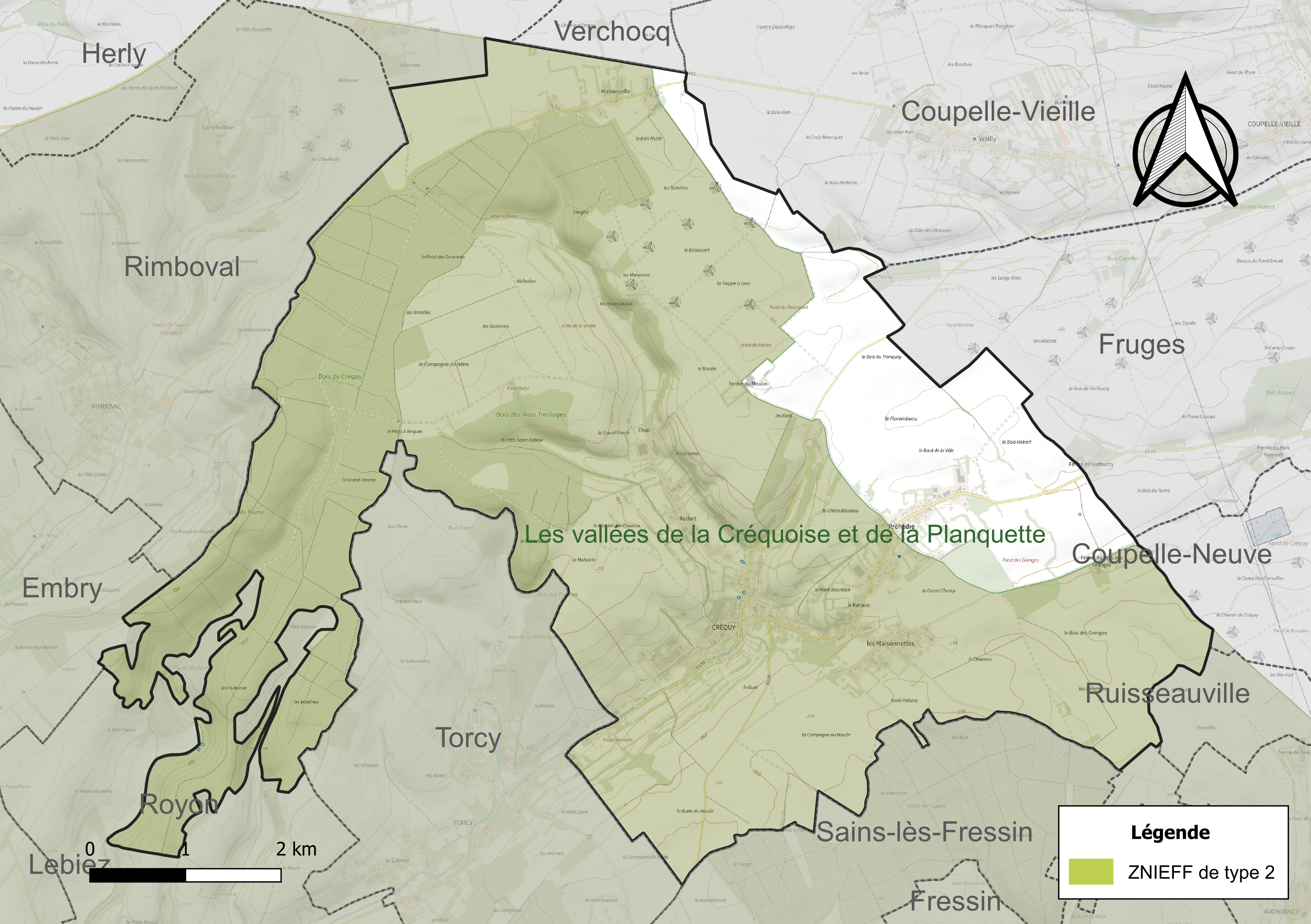
Carte de la ZNIEFF de type 2 sur la commune.

## Urbanisme

### Typologie
Au 1er janvier 2024, Créquy est catégorisée commune rurale à habitat dispersé, selon la nouvelle grille communale de densité à sept niveaux définie par l'Insee en 2022.
Elle est située hors unité urbaine. Par ailleurs la commune fait partie de l'aire d'attraction de Fruges, dont elle est une commune de la couronne,. Cette aire, qui regroupe 22 communes, est catégorisée dans les aires de moins de 50 000 habitants,.

### Occupation des sols
L'occupation des sols de la commune, telle qu'elle ressort de la base de données européenne d’occupation biophysique des sols Corine Land Cover (CLC), est marquée par l'importance des territoires agricoles (67,7 % en 2018), une proportion identique à celle de 1990 (67,7 %). La répartition détaillée en 2018 est la suivante : 
terres arables (50,9 %), forêts (28,1 %), prairies (16,8 %), zones urbanisées (4,2 %). L'évolution de l’occupation des sols de la commune et de ses infrastructures peut être observée sur les différentes représentations cartographiques du territoire : la carte de Cassini (XVIIIe siècle), la carte d'état-major (1820-1866) et les cartes ou photos aériennes de l'IGN pour la période actuelle (1950 à aujourd'hui).

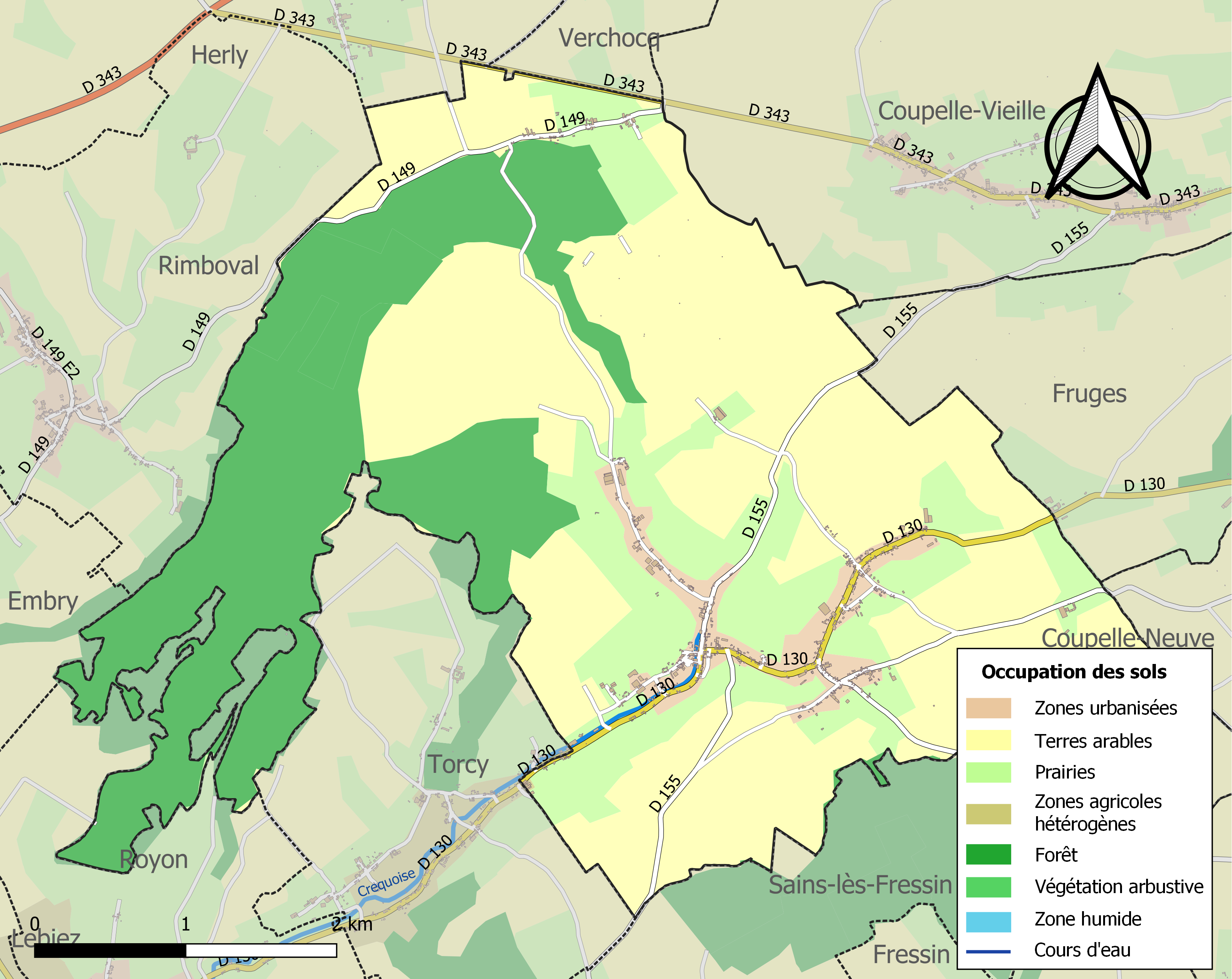
Carte des infrastructures et de l'occupation des sols de la commune en 2018 (CLC).

### Voies de communication et transports

#### Voies de communication
La commune est desservie par les routes départementales D 130, D 149 et D 155.

#### Transport ferroviaire
La commune se trouve à 15 km, au nord-ouest, de la gare de Blangy-sur-Ternoise, située sur la ligne de Saint-Pol-sur-Ternoise à Étaples, desservie par des trains TER Hauts-de-France.

## Toponymie
Le nom de la localité est attesté sous les formes Kreki en 1058, Kreski en 1072, Krechi en 1112-1120, Creki en 1122-1129, Creschy vers 1153, Kreky en 1157, Chrechi et Krekii au XIIe siècle, Querqui en 1215, Kerky en 1220, Creki en 1226, Créqui en 1375, Creqium en 1408, Crequiacum en 1413, Crecquy en 1586, Crecqui en 1725, Crequi (1793), Crequy et Créquy depuis 1801.
D'après Ernest Nègre, cela viendrait du nom d'homme Crixus, attesté dans l'anthroponymie gallo-romaine, du gaulois Crixos ou du germanique Chiricus, suivi du suffixe -iacum « domaine (de) ».[réf. nécessaire]

## Histoire
Créquy est le siège d'une grande famille de l'histoire de France : la famille de Créquy.
En 1317, Jean de Créqui, tapissier (a priori non membre de la famille de Créquy) a fourni un ou des tapis pour le chariot de la comtesse d'Artois, (Mahaut d'Artois), et a reçu 115 sous. Il est à nouveau cité pour le même motif en 1322.
Raoul de Créquy, dit « l’Étendard », meurt à la bataille d'Azincourt en 1415.
En 1661, Louis de Créquy, seigneur de Créquy, est bourgmestre de Bergues.

## Politique et administration

### Découpage territorial
La commune se trouve dans l'arrondissement de Montreuil du département du Pas-de-Calais, depuis 1801.

#### Commune et intercommunalités
La commune a fait partie, de 1994 à 2016, de la communauté de communes du canton de Fruges et environs et, depuis le 1er janvier 2017, elle fait partie de la communauté de communes du Haut Pays du Montreuillois dont le siège est basé à Fruges.

#### Circonscriptions administratives
La commune faisait partie du canton de Fressin (1793), depuis la loi du 22 décembre 1789 reprise par la constitution de 1791, qui divise le royaume (la République en septembre 1792), en communes, cantons, districts et départements et, depuis 1801, elle fait partie du canton de Fruges.
Dans le cadre du redécoupage cantonal de 2014, elle demeure rattachée au canton de Fruges qui passe de 25 à 52 communes.

#### Circonscriptions électorales
Pour l'élection des députés, la commune fait partie, depuis 1986, de la quatrième circonscription du Pas-de-Calais.

### Élections municipales et communautaires

#### Liste des maires
| Période                                  | Période                       | Identité        | Étiquette | Qualité      |
| ---------------------------------------- | ----------------------------- | --------------- | --------- | ------------ |
| Les données manquantes sont à compléter. |                               |                 |           |              |
| 1928                                     |                               | Edmond Beugny   |           |              |
| mars 1959                                |                               | Michel Derolez  | PS        |              |
| mars 1983                                |                               | Folquin Laîné   | PS        |              |
| Les données manquantes sont à compléter. |                               |                 |           |              |
| mars 2001                                | 29 mars 2014                  | Germain Dollé   |           |              |
| 29 mars 2014,                            | 2020                          | Isabelle Lecerf |           | Agricultrice |
| 2020                                     | En cours (au 29 janvier 2022) | Michael Talleux |           | Commerçant   |

## Équipements et services publics

### Enseignement
La commune est située dans l'académie de Lille et dépend, pour les vacances scolaires, de la zone B.
La commune administre, en regroupement pédagogique intercommunal (RPI), une école maternelle  comprenant 21 élèves.

### Justice, sécurité, secours et défense
La commune dépend du tribunal de proximité de Montreuil-sur-Mer, du conseil de prud'hommes de Boulogne-sur-Mer, du tribunal judiciaire de Boulogne-sur-Mer, de la cour d'appel de Douai, du tribunal de commerce de Boulogne-sur-Mer, du tribunal administratif de Lille, de la cour administrative d'appel de Douai, du pôle nationalité du tribunal judiciaire de Boulogne-sur-Mer et du tribunal pour enfants de Boulogne-sur-Mer.

## Population et société

### Démographie
Les habitants sont appelés les Créquinois.

#### Évolution démographique
L'évolution du nombre d'habitants est connue à travers les recensements de la population effectués dans la commune depuis 1793. Pour les communes de moins de 10 000 habitants, une enquête de recensement portant sur toute la population est réalisée tous les cinq ans, les populations de référence des années intermédiaires étant quant à elles estimées par interpolation ou extrapolation. Pour la commune, le premier recensement exhaustif entrant dans le cadre du nouveau dispositif a été réalisé en 2005.

En 2022, la commune comptait 463 habitants, en évolution de −5,32 % par rapport à 2016 (Pas-de-Calais : −0,72 %, France hors Mayotte : +2,11 %).
| 1793  | 1800  | 1806  | 1821  | 1831  | 1836  | 1841  | 1846  | 1851  |
| ----- | ----- | ----- | ----- | ----- | ----- | ----- | ----- | ----- |
| 1 028 | 1 151 | 1 173 | 1 259 | 1 401 | 1 455 | 1 477 | 1 491 | 1 361 |

| 1856  | 1861  | 1866  | 1872  | 1876  | 1881  | 1886  | 1891  | 1896  |
| ----- | ----- | ----- | ----- | ----- | ----- | ----- | ----- | ----- |
| 1 271 | 1 254 | 1 281 | 1 215 | 1 242 | 1 175 | 1 172 | 1 154 | 1 145 |

| 1901  | 1906  | 1911 | 1921 | 1926 | 1931 | 1936 | 1946 | 1954 |
| ----- | ----- | ---- | ---- | ---- | ---- | ---- | ---- | ---- |
| 1 049 | 1 047 | 966  | 816  | 769  | 714  | 730  | 696  | 689  |

| 1962 | 1968 | 1975 | 1982 | 1990 | 1999 | 2005 | 2006 | 2010 |
| ---- | ---- | ---- | ---- | ---- | ---- | ---- | ---- | ---- |
| 700  | 730  | 691  | 611  | 605  | 561  | 524  | 524  | 489  |

| 2015 | 2020 | 2022 | - | - | - | - | - | - |
| ---- | ---- | ---- | - | - | - | - | - | - |
| 483  | 463  | 463  | - | - | - | - | - | - |

#### Pyramide des âges
En 2018, le taux de personnes d'un âge inférieur à 30 ans s'élève à 32,2 %, soit en dessous de la moyenne départementale (36,7 %). À l'inverse, le taux de personnes d'âge supérieur à 60 ans est de 27,0 % la même année, alors qu'il est de 24,9 % au niveau départemental.
En 2018, la commune comptait 242 hommes pour 236 femmes, soit un taux de 50,63 % d'hommes, largement supérieur au taux départemental (48,5 %).
Les pyramides des âges de la commune et du département s'établissent comme suit.
| Hommes | Classe d’âge | Femmes |
| ------ | ------------ | ------ |
| 1,7    | 90 ou +      | 1,7    |
| 6,8    | 75-89 ans    | 9,6    |
| 20,5   | 60-74 ans    | 13,5   |
| 21,4   | 45-59 ans    | 25,8   |
| 17,1   | 30-44 ans    | 17,5   |
| 12,8   | 15-29 ans    | 14,4   |
| 19,7   | 0-14 ans     | 17,5   |

| Hommes | Classe d’âge | Femmes |
| ------ | ------------ | ------ |
| 0,5    | 90 ou +      | 1,6    |
| 5,6    | 75-89 ans    | 8,9    |
| 16,7   | 60-74 ans    | 18,1   |
| 20,2   | 45-59 ans    | 19,2   |
| 18,9   | 30-44 ans    | 18,1   |
| 18,2   | 15-29 ans    | 16,2   |
| 19,9   | 0-14 ans     | 17,9   |

## Culture locale et patrimoine

### Lieux et monuments

#### Monument historique
- L'enceinte castrale d'un ancien château fort, datant du XIIe siècle et du XIIIe siècle, le sol et le sous-sol font l’objet d’une inscription au titre des monuments historiques depuis le 27 juin 1991[43].

#### Autres monuments
- L'église Saint-Pierre.
- Le monument aux morts[44].

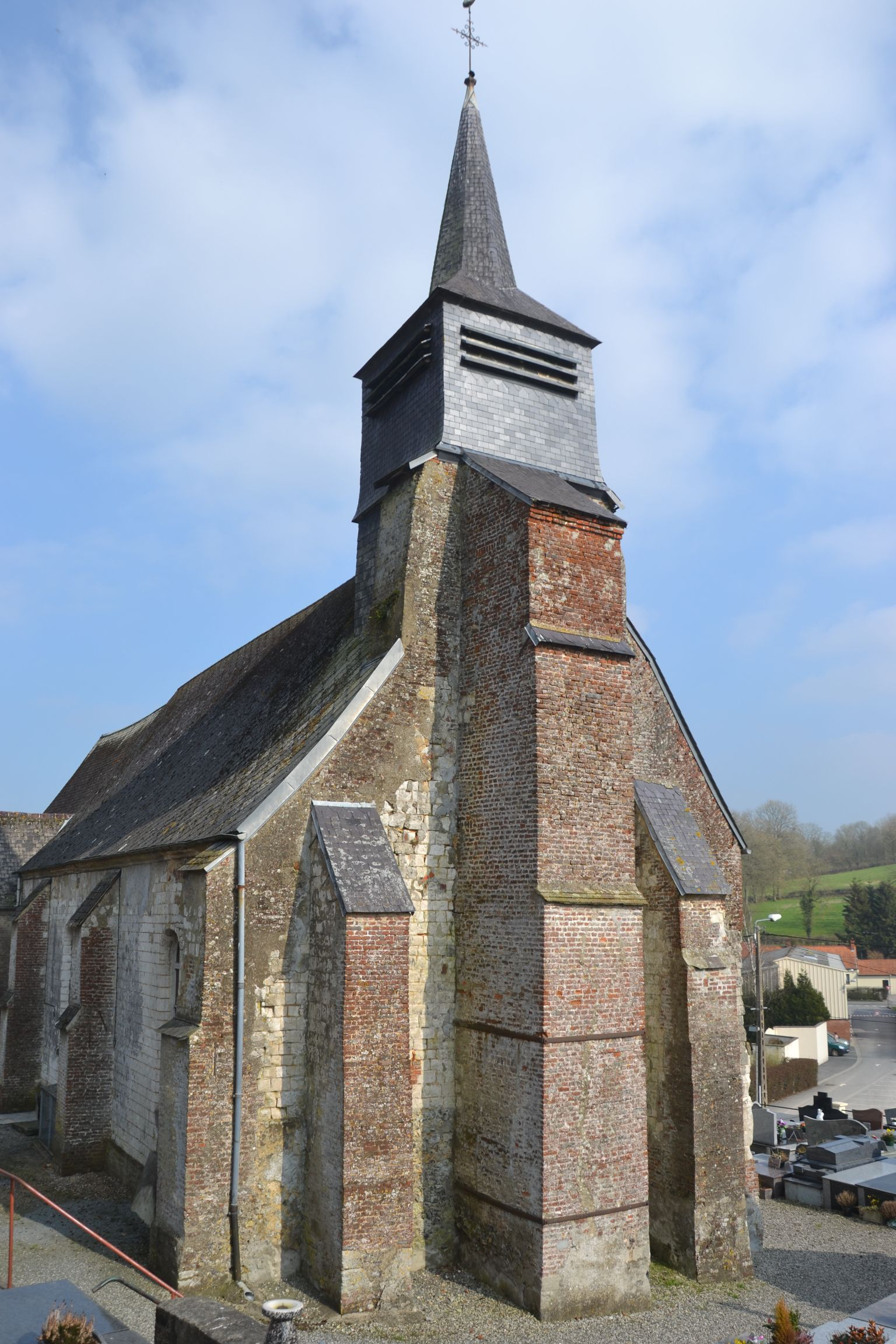
L'église.
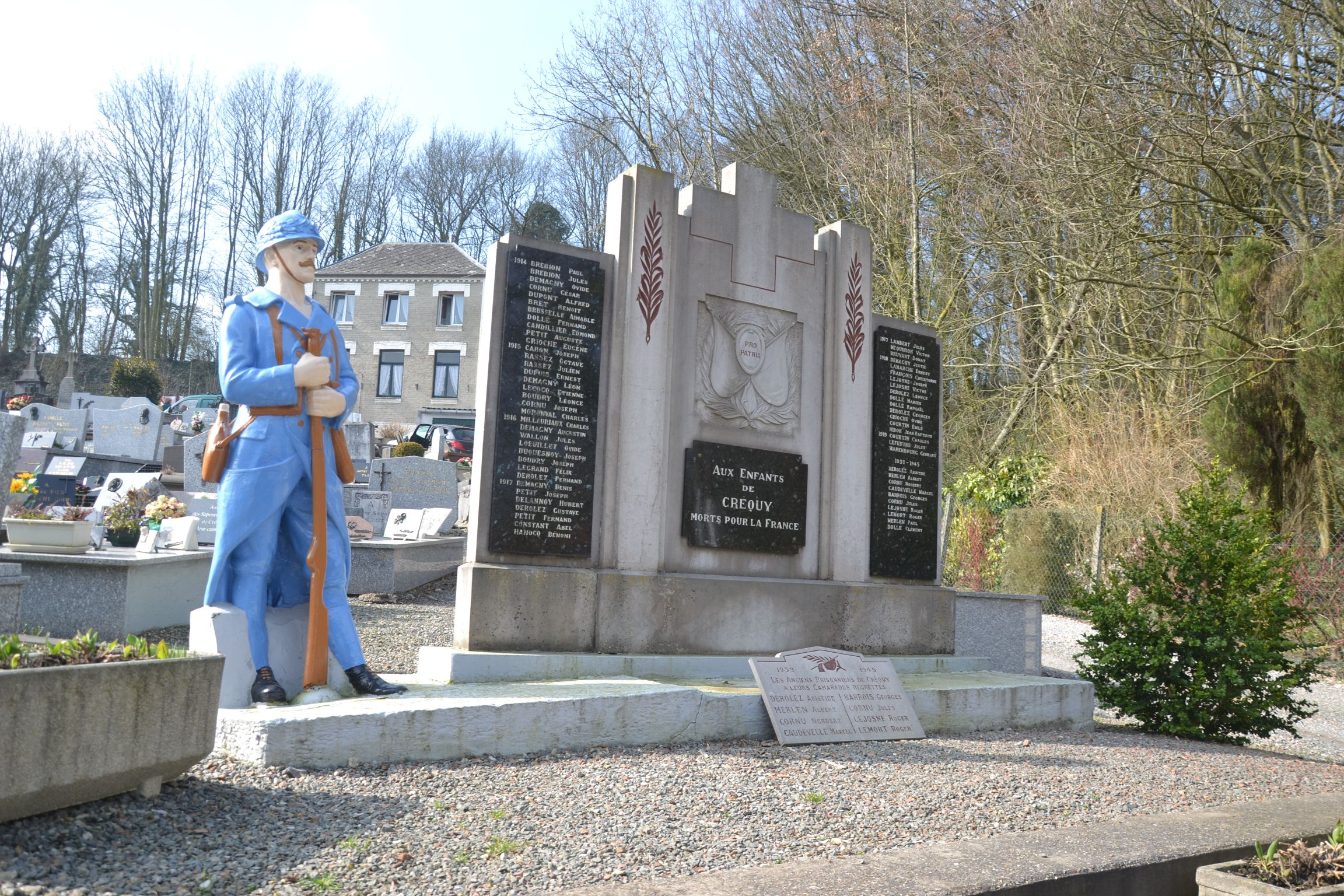
Le monument aux morts.

### Personnalités liées à la commune
- La famille de Créquy.

### Gastronomie
- Le Sire de Créquy, fromage au label Saveurs en'Or.

### Héraldique
| Blason de Créquy | Blason  | D'or au créquier de gueules. |
| Blason de Créquy | Détails | Armes parlantes (Créquy → créquier). Armes de l'illustre famille de Créquy, originaire du village, connue depuis le Xe siècle et éteinte depuis 1801. Adopté par la municipalité le 17 octobre 1995. |

## Pour approfondir

#### Bases de données, dictionnaires et encyclopédies
- Ressources relatives à la géographie :   - Insee (communes)
  - Ldh/EHESS/Cassini
- Ressource relative à plusieurs domaines :   - Annuaire du service public français
- Ressource relative à la musique :   - MusicBrainz
- Notices d'autorité :   - BnF (données)